# Erik Ågren
Erik Alfred Ågren (3 gennaio 1916 – 3 luglio 1985) è stato un pugile svedese.

## Palmarès
- Giochi olimpici

Berlino 1936: bronzo nei pesi leggeri.
- Europei - Dilettanti

Dublino 1939: argento nei pesi welter.